# Mokena (Illinois)
Mokena es una villa ubicada en el condado de Will en el estado estadounidense de Illinois. En el Censo de 2010 tenía una población de 18.740 habitantes y una densidad poblacional de 813,62 personas por km².

## Geografía
Mokena se encuentra ubicada en las coordenadas 41°31′48″N 87°52′40″O / 41.53000, -87.87778. Según la Oficina del Censo de los Estados Unidos, Mokena tiene una superficie total de 23.03 km², de la cual 23.02 km² corresponden a tierra firme y (0.03%) 0.01 km² es agua.

## Demografía
Según el censo de 2010, había 18740 personas residiendo en Mokena. La densidad de población era de 813,62 hab./km². De los 18740 habitantes, Mokena estaba compuesto por el 94.53% blancos, el 1.29% eran afroamericanos, el 0.13% eran amerindios, el 2.04% eran asiáticos, el 0.03% eran isleños del Pacífico, el 0.91% eran de otras razas y el 1.08% pertenecían a dos o más razas. Del total de la población el 4.82% eran hispanos o latinos de cualquier raza.